# キング・ハーリド空軍基地
キング・ハーリド空軍基地（キング・ハーリドくうぐんきち、阿: قاعدة الملك خالد الجوية、英: King Khalied Air Base）とは、サウジアラビア王国南西部・アスィール州ハミース・ムシャイト近郊にあるサウジアラビア空軍基地である。F-15S用の整備設備を有する。

## 概要
1960年代から1980年代にかけて、オランダのバラスト・ネダムによって設計、建設された。1991年の湾岸戦争中、イラクの首都バグダッドを空爆するためにアメリカ空軍が拠点とし、湾岸戦争開戦の夜には、イギリス空軍第101飛行隊所属のVC-10空中給油機がここから発進している。

## 配置部隊
- 第5航空団[4]
  - 第6飛行隊（F-15S）
  - 第55飛行隊（F-15S）
  - 第99飛行隊（AS 532M）
  - 第14飛行隊分遣隊（AB 212、ベル 412EP）